# Batalla entre Brega y Ajdabiya
La Batalla entre Brega y Ajdabiya fue una batalla durante la Guerra de Libia de 2011 entre fuerzas leales al dictador Muamar el Gadafi y fuerzas antigadafistas por el control de las ciudades de Brega y Ajdabiya respectivamente y la carretera costera libia entre ellas.
Este teatro de la guerra cortó un estancamiento del frente formado de pronto. Para el ninguno de los leales o rebeldes habían avanzado firmemente sobre sus lados respectivos del frente. En un efecto para quebrar el punto muerto la fuerza aérea de la Organización del Tratado del Atlántico Norte (OTAN, que ayudó a los insurgentes con ataques aéreos) hizo una intensa campaña de bombardeos de posiciones militares gubernamentales. Pero hasta julio no se había hecho cambios. Finalmente, el 14 de julio, los rebeldes lanzaron una ofensiva, la Cuarta Batalla de Brega, en un intento para quebrar el estancamiento. Aunque su ataque fue rechazado y el punto muerto continuó.                                 

## Trasfondo
El 30 de marzo, en una contraofensiva del gobierno, fuerzas leales tomaron control de la ciudad de Brega, al oeste de Ajdabiya. Los rebeldes intentaron un contrataque. Por 8 días leales y rebeldes batallaron por el control de Brega. Al final las tropas leales rechazaron numerosos ataques del Ejército de Liberación Nacional Libio (ELNL) y empujaron a los insurgentes hacia Ajdabiya el 7 de abril, estallando el pánico entre los rebeldes creado por un ataque aéreo de la OTAN a una columna de tanques rebeldes para ganar la iniciativa. Al día siguiente del retroceso de este bando las tropas gubernamentales consolidaron todo el control de Brega y prepararon un asalto sobre Ajdabiya.  

## La batalla

### Bombardeo de Ajdabiya
El 8 de abril muchos civiles quedaban en Ajdabiya, pero los insurrectos se reagruparon en la ciudad que estaba en sus manos, después que sus tropas se fueran en pánico hacia varias direcciones cerca de Ajdabiya tras una rápida incursión a la carretera desde Brega usando artillería el día anterior. Durante el día los rebeldes hicieron una partida de exploración para verificar las posiciones leales que causó un tiroteo que dejó a 6 insurrectos heridos antes de regresar a Ajdabiya. Más tarde los leales atacaron el mayor puesto de control rebelde en la puerta oeste de la ciudad con fuego de mortero que causó que las fuerzas del ELNL retrocedieran de allí al centro de la ciudad, a 7 kilómetros; por la tarde las fuerzas pro-Gadafi avanzaron 18-19 km desde Ajdabiya y una vez que estaban allí contra sus puertas, a menos de 2 semanas después de su previo retroceso desde la ciudad. El Ministerio de Defensa del Reino Unido proclamó que se habían destruido dos tanques leales en ataques aéreos durante el día cerca de la ciudad.

### Ola de tropas leales entra a Ajdabiya
El 9 de abril, las fuerzas rebeldes trataron de volver a Brega, pero solo llegaron a la universidad antes de tener que retirarse debido a los bombardeos intensos. Después de la retirada rebelde, la artillería leal bombardeó Ajdabiya, sobre todo la puerta occidental de la ciudad durante 30 minutos. Las fuerzas pro-Gadafi habían atacado la ciudad desde el norte, el oeste y el sur. Se habían trasladado a través del desierto del sur durante la noche a una corta distancia de la ciudad.
El bombardeo mató a tres rebeldes antes de que lo dejó después de lo que parecía ser un ataque aéreo OTAN. Más tarde, sin embargo, la OTAN afirmó que no realizó ataques aéreos en las inmediaciones de Ajdabiya durante el día. A raíz de los supuestos ataques aéreos, las tropas del gobierno empujadas hacia Ajdabiya y se extendieron por toda la ciudad, evitando los aviones de la OTAN y haciendo lo imposible para que los pilotos no supieran a quién atacar. Tres horas de fuerte lucha en las calles empezaron y, finalmente, los rebeldes fueron expulsados a la periferia de la ciudad y parecía haber perdido toda la ciudad una vez más. Los combates en un momento dado llegaron peligrosamente cerca al hospital de la ciudad con disparos que se escuchaban a varias calles de distancia y en las cercanas pistas de aterrizaje. Los rebeldes declararon que las fuerzas del gobierno fueron ayudadas por simpatizantes dentro de Ajdabiya.
Durante el día un rebelde helicóptero de ataque Hind fue visto sobrevolando la ciudad, haciendo caso omiso de la zona de exclusión aérea de la ONU. Más tarde se confirmó que fue derribado por las fuerzas del gobierno; al atardecer algunos refuerzos rebeldes llegaron a la ciudad . Ellos comenzaron a volver a entrar en la ciudad a través de la puerta oriental y se restableció el control. Las unidades más pequeñas leales seguían vagando por las partes occidentales de la ciudad y las tropas del gobierno estaban en firme control de la puerta occidental de la ciudad.
Al caer la noche la lucha se reanudó con furiosos combates callejeros por el control de la principal calle de la ciudad, la calle Estambul. 
Según Al Jazeera, los leales informaron que tenían el control de la parte occidental de la ciudad, mientras que los rebeldes estaban en el centro; también se informó de enfrentamientos en el sur de la ciudad, mientras que los rebeldes mantenían sus posiciones en la parte norte y este.

### Continúa la lucha leal y los ataques de la OTAN
El 10 de abril, la lucha callejera continuó con las fuerzas leales empujadas más cerca del centro de la ciudad y, finalmente, llegaron los insurgentes al corazón de la ciudad por la tarde. El gobierno afirmó que las fuerzas leales habían derribado dos helicópteros rebeldes Chinook que estaban en violación de la resolución 1973 de la ONU, relativa a la zona de exclusión aérea; No hubo confirmación independiente de la reclamación. Sin embargo, un portavoz de los rebeldes confirmó la víspera que los rebeldes habían enviado dos helicópteros de Tobruk para ayudar en la batalla por la ciudad.
La OTAN afirmó haber atacado 11 tanques en la mañana fuera de Ajdabiya. Un corresponsal de Reuters vio 15 cadáveres carbonizados de las fuerzas de Gadafi cerca de seis vehículos blindados destruidos. Más tarde, los rebeldes reclamaron, y evidentemente Al Jazeera confirmó que los ataques de la OTAN ayudó a expulsar a los leales de la ciudad. Sin embargo, por la noche, el bombardeo desde el oeste de la ciudad seguía siendo escuchado. El 11 de abril Al Jazeera y otros medios informaron que las fuerzas leales se habían retirado de la ciudad. Sin embargo, todavía se luchaba justo al lado oeste de la ciudad con otros tres rebeldes muertos durante la noche por el lanzamiento de cohetes lealista.

### Duelos de artillería
El 12 de abril las fuerzas de Gadafi bombardearon la puerta oeste de Ajdabiya con artillería.
El 13 de abril los rebeldes dijeron que estaban intercambiando disparos de cohetes con los leales que estaban disparando desde el frente a unos 40 kilómetros al este de Brega.
En algún momento, al día siguiente, el frente a unos 50 km al oeste de Ajdabiya fue objeto de fuego pesado de mortero y cohetes de las fuerzas leales. Los rebeldes respondieron con el envío de un convoy de unos 100 vehículos al frente. Por lo menos se reportaron dos rebeldes muertos durante la lucha.
El 15 de abril Associated Press y CNN informaron que una columna rebelde trató de avanzar en Brega desde Ajdabiya después de una andanada de cohetes. Avanzaron a posiciones confirmadas anteriormente por leales, pero no se encontró rastro de ellos. Aunque, más tarde CNN confirmó que el avance de los rebeldes resultó en una desbandada de las fuerzas de oposición retirándose hacia la puerta occidental de Ajdabiya después de que las tropas leales fueron vistas sosteniendo posiciones justo al norte de la carretera Ajdabiya-Brega en su flanco. Durante el intento de avance un combatiente rebelde murió y otros dos resultaron heridos después de un ataque de las tropas gadadafistas a 1 km de la puerta occidental de Ajdabiya.

### Nuevo ataque rebelde a Brega
En algún momento después de la medianoche del 16 de abril, el principal comandante rebelde, Abdul Fatah Younis, afirmó que los rebeldes lograron llegar a Brega y que estaban involucrados en una feroz batalla por la ciudad y la tomaría en la mañana. No fue posible verificar de inmediato de forma independiente la declaración. Sin embargo, a media tarde, se confirmó que los rebeldes lanzaron una ofensiva contra Brega. Su primer objetivo fue el campus de la universidad que estaba a unos 5 km de la entrada oriental a la ciudad y una línea exterior de defensa de las tropas gubernamentales.
Durante su avance los rebeldes se vieron muy afectados en estaciones de servicio, a medio camino entre Brega y Ajdabiya, por fuego de cohetes y de artillería causando un número de víctimas. Sin embargo, los rebeldes siguieron avanzando e hizo un intento de asaltar el complejo universitario. Pese a eso su ataque fue repelido por la artillería pesada y no lograron entrar en la ciudad en sí. Durante el primer día de lucha, ocho rebeldes murieron, 4 estaban desaparecidos y 27 resultaron heridos.
Los rebeldes esperaban que si se las arreglan para volver a retomar la ciudad ellos podrían traer a los ingenieros para reparar los terminales petroleras en Brega para que pudieran hacer usarlas.

### Ataque de flanco leal contra Ajdabiya
En la mañana del 17 de abril las fuerzas de Gadafi estaban bombardeando la puerta occidental de Ajdabiya y algunos combates en tierra se produjeron cuando ellas pusieron fuera de flanco al principal grupo de lucha en las afueras de Brega desde el sur. El comandante rebelde, Abdul Fatah Younis, confirmó que sus tropas estaban bajo un ataque masivo de las tropas de Gadafi y pidió más ataques aéreos. Sin embargo, Al Jazeera informó que se continuó luchando por la tarde en Brega, después de que Younis había anunciado la retirada rebelde. Según Younis la OTAN había asegurado a los rebeldes que habían traído toda la artillería pesada en Brega, pero en realidad nunca lo hizo. sacó Después de unas pocas horas de escaramuzas las unidades leales entablaron batalla con los rebeldes en las afueras occidentales de Ajdabiya. Por la tarde más de 30 vehículos de refuerzos rebeldes llegaron a la ciudad y los rebeldes se posicionaron en previsión de un posible ataque directo sobre la ciudad, específicamente desde el sur por la carretera de Yalu; Por la noche los rebeldes eran seguros de donde las fuerzas leales fueron ubicadas en las proximidades de Ajdabiya o sobre la situación en las afueras de Brega.

### Estancamiento
El 18 de abril los rebeldes se movilizaron a 40 kilómetros al oeste de Ajdabiya a medio camino entre ésta y Brega en respuesta a "cielos despejados". Durante las próximas tres semanas, a excepción de unas cuantas escaramuzas de artillería y un ocasional ataque aéreo de la OTAN, los rebeldes y las fuerzas de Gadafi no se había enfrentado entre sí en absoluto en el área entre Brega y Ajdabiya. El 23 de abril, los rebeldes afirmaron que los ataques aéreos contra las fuerzas de Gadafi se localizaron en la carretera Al Zaitoniya - Al Soihat cerca de Ajdabiya y se informó que había 21 vehículos militares pertenecientes a las fuerzas de Gadafi. Sin embargo, no hubo una confirmación independiente o de la OTAN. El mismo día las fuerzas leales también bombardearon la aldea de al-Faluya, cerca de Ajdabiya.
Al Jazeera informó el 24 de abril que los leales habían se establecido firmemente en una zona residencial de Brega con alrededor de ocho baterías de lanzacohetes Grad o Katiushas y un gran número de tropas. También se informó de que la OTAN había atacado a las fuerzas pro-Gaddafi en “Mareer Qabes”, una zona al noroeste de Ajdabiya; los leales al parecer trataban de eludir la ciudad y en secreto la rodean.
El 26 de abril un rebelde dijo a Reuters que las fuerzas de Gadafi estaban cavando en torno a Brega para reforzar sus posiciones. Estimó su número en alrededor de 3,000 y confirmó que la línea del frente era a mitad de camino en la carretera entre Ajdabiya y Brega.
El 6 de mayo una pick-up rebelde de exploración llegó muy cerca de las líneas leales y fue alcanzada por fuego de artillería. Tres rebeldes murieron. El 9 de mayo los rebeldes afirmaron que ellos mataron a 36 soldados de las fuerzas de Gadafi y perdieron a seis de sus combatientes en una batalla entre Brega y Ajdabiya. Las cifras relativas a los muertos leales no pudieron ser verificadas de manera independiente.
Dos días más tarde un pequeño grupo leal de asalto atacó posiciones rebeldes a 6 km de Ajdabiya, matando a uno e hiriendo a otros dos. De acuerdo con el jefe del servicio local de ambulancias y varios residentes, los leales lanzaron tres cohetes desde una indeterminada ubicación en un barrio de Ajdabiya, en la mañana del 12 de mayo, atacando una casa, un montón de basura, y varios coches. No se reportaron víctimas.
El 13 de mayo el gobierno libio dijo que 18 civiles murieron, entre ellos 11 imanes y 50 heridos en un ataque aéreo de la OTAN en una casa de huéspedes en Brega, donde se alojaban los clérigos después de la celebración de una ceremonia en el frente de la ciudad. La OTAN afirmó que lo que su ataque fue a un comando militar y de puesto de control. Según Al Jazeera, un ingeniero holandés informó que había construido un búnker de mando de Gadafi en 1988, al mismo tiempo coordinó el ataque de la OTAN que ocurrió. Afirmó que el búnker fue diseñado para resistir un ataque atómico. Ningún reclamo con respecto a las víctimas ha sido confirmado de forma independiente hasta el momento. 
El 19 de mayo se informó de aumento de la actividad rebelde entre Ajdabiya y Brega. Los nuevos reclutas y municiones llegaron en gran número al frente.
El 20 de mayo un grupo relativamente pequeño de combatientes rebeldes lanzó un ataque que incluyó disparos de artillería limitada a las fuerzas de Gadafi en la Universidad de Brega, un área en la que los rebeldes tenían problemas para combatir debido al amplio uso del bombardeo artillería de las fuerzas de Gadafi. Los rebeldes lograron posicionarse más allá de la universidad para atacarla desde varios ángulos, pero las fuerzas gadafistas todavía sostenían sus posiciones en la universidad para el final del día; el 21 de mayo los rebeldes lanzaron un ataque contra Brega desde seis direcciones en un intento de rebasar a los leales atrincherados allí. 2 rebeldes murieron y 12 resultaron heridos, junto con un número desconocido de leales, según un cirujano de campo. El cirujano dijo que los rebeldes destruyeron dos vehículos leales montados con armas pesadas y capturaron a otros tres. Más tarde durante la noche, los leales contratacaron dejando 1 rebelde muerto y 4 resultaron heridos en la lucha por puesto de control Arbaein a medio camino entre Brega y Ajdabiya.
El 4 de junio, la OTAN lanzó su primer ataque de helicóptero contra objetivos en y cerca de Brega. Una instalación de radar y una pick-up, montada con un cañón antiaéreo, en un retén militar fueron destruidos.
El 11 de junio, la OTAN informó que sus aviones de combate en vigilancia descubrieron que las fuerzas de Gadafi estaban cavado una ancha zanja cerca de la línea del frente de Brega y la llenaron con un líquido negro, se cree que era petróleo o aceite. El 12 de junio, poco después de los levantamientos anti-gadafistas en Zliten y Zawiya , los rebeldes lanzaron un ataque contra Brega. Un grupo de 130 rebeldes intentó avanzar en Brega, pero fueron repelidos y se retiró a Ajdabiya. 4 insurgentes murieron y 65 resultaron heridos durante la ofensiva.
En la mañana del día siguiente, 13 de junio, otro ataque rebelde se intentó contra Brega y éste también fue rechazado con bajas incluso más fuertes que el ataque anterior. 23-25 rebeldes fueron muertos y 26 resultaron heridos. Ellos avanzaban cuando fueron emboscados por las fuerzas leales a unos 35 km al este de Brega. Los leales fingían rendirse, mostrando una bandera blanca, cuando abrieron fuego contra los rebeldes.
El 14 de junio los rebeldes atacaron Brega, una vez más con infantería, vehículos de combate de infantería y vehículos técnicos marcando el tercer día de su ofensiva.
El 17 de junio un ataque aéreo de la OTAN destruyó seis camionetas rebeldes, montadas con cañones antiaéreos, cerca de Ajdabiya, hiriendo a 16 insurrectos.

### Nueva ofensiva rebelde
El 9 de julio las tropas del gobierno destruyeron la planta petroquímica en Brega, según un portavoz rebelde libio.
El 14 de julio, los rebeldes atacaron Brega, una vez más, esta vez armado con renovados y reparados tanques T-72 y vehículos blindados, así como algunos camiones armados. Al día siguiente los rebeldes confirmaron que el ataque había fracasado y que habían caído de nuevo a sus posiciones anteriores donde las batallas con las fuerzas leales continuaron en tres frentes. Al final del segundo día de la lucha las fuerzas rebelde en una misión de reconocimiento entraron a Brega, pero se retiraron a prepararse para una nueva ofensiva al día siguiente.
El 16 de julio, de acuerdo con algunos informes, las fuerzas rebeldes lograron entrar a las afueras de Brega, pero se encontraron con intensos bombardeos del gobierno y varias minas terrestres. Se movían lentamente a causa de  las minas. También se redujo el avance debido a las trincheras defensivas alrededor de la ciudad que había sido llenadas con productos químicos inflamables al retirarse las tropas leales. Las tropas del gobierno se habían retirado, en su mayoría, de nuevo a los alrededores de la ciudad y salió de las trincheras con trampas explosivas detrás de estas. La mayoría de las tropas de la oposición estaban a aún a 20 kilómetros al este de Brega al final del tercer día.
El 17 de julio empezó la fuerte lucha calle por calle en zonas residenciales de Brega. Al día siguiente los rebeldes anunciaron que el grueso de las fuerzas leales se había retirado a Ras Lanuf, mientras que el grupo principal de las fuerzas rebeldes ya estaban detrás de Brega y se dirigían hacia Bashr y Ugayla. El resto de las fuerzas rebeldes comenzó la limpieza de minas y los bolsillos leales en Brega.
El 19 de julio, tras un feroz contrataque gadafista que dejó 110 rebeldes muertos o heridos, las fuerzas de oposición se retiraron al este desde Brega.
A finales de julio la ciudad todavía estaba bajo el control del ejército de Gadafi y se había estancado el esfuerzo rebelde de tomar Brega. Se informó que ellos estaban a 20 km de Brega y la batalla comenzó de nuevo en la carretera entre Brega y Ajdabiya.
El 31 de julio, los rebeldes dijeron que estaban planeando una nueva ofensiva sobre Brega, todavía defendida por 3,000 leales bien armados. El 5 de agosto los rebeldes afirmaban que habían capturado una colina con vistas a parte de la ciudad.
El 9 de agosto, los rebeldes lanzaron un segundo intento de tomar la ciudad. De acuerdo al comandante rebelde Faraj Moftah, los combatientes rebeldes fueron capaces de penetrar en la zona residencial de nuevo. En la noche del 11 de agosto un portavoz del ELNL en Bengasi anunció que el barrio residencial Nueva Brega fue tomado. Unas horas más tarde, en una llamada telefónica con el corresponsal de Associated Press, el comandante rebelde Mohammed al-Rijali anunció desde Ajdabiya que Brega había caído bajo control de la oposición. Estas declaraciones no pudieron ser verificadas inmediatamente.